# Saint-Symphorien-sur-Couze
Pour les articles homonymes, voir Saint-Symphorien.
Saint-Symphorien-sur-Couze est une ancienne commune française située dans le département de la Haute-Vienne, en région Nouvelle-Aquitaine. Depuis 1er janvier 2019, elle est intégrée à la commune nouvelle de Saint-Pardoux-le-Lac.

## Géographie

### Localisation
Saint-Symphorien-sur-Couze est située à 37 km au nord de Limoges par l'autoroute A20.

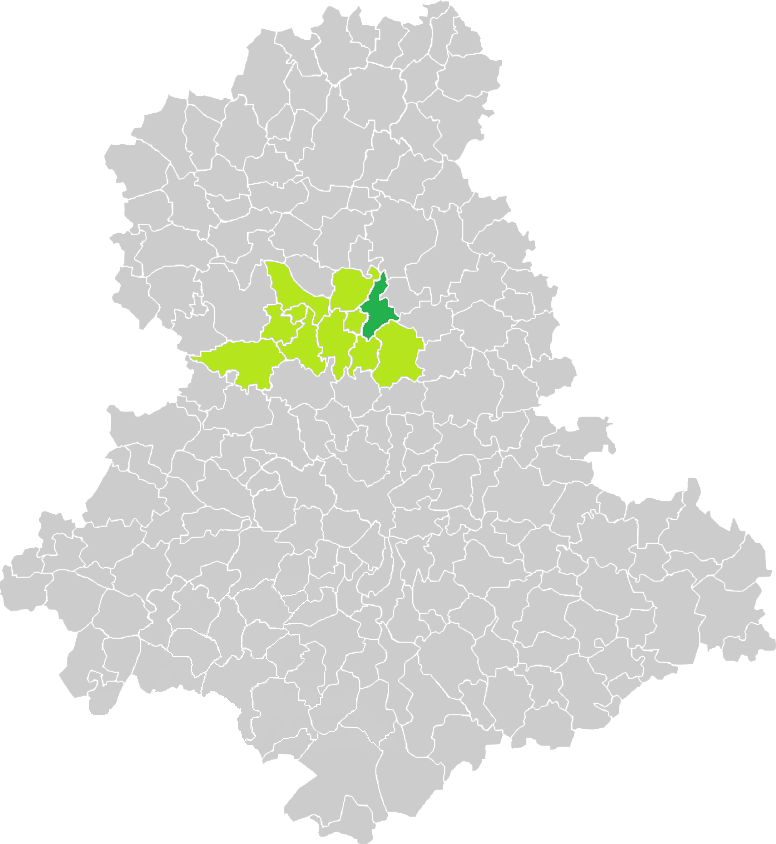
Situation de la commune de Saint-Symphorien-sur-Couze en Haute-Vienne.

|                                | Châteauponsac              |                                      |
| Roussac (Saint-Pardoux-le-Lac) | Saint-Symphorien-sur-Couze | Saint-Pardoux (Saint-Pardoux-le-Lac) |
| Le Buis                        | Thouron                    | Compreignac                          |

### Hameaux et lieux-dits
- Chasseneuil
- Combas
- Courieux
- Crumaud
- Gagnerie
- Grudet
- les Guilloux
- Lavaud
- Masmaraud
- les Nègres
- la Ribière
- les Rieux Jeunes
- les Rieux Vieux
- Theillet
- la Valette

## Toponymie
Durant la Révolution, la commune porte le nom de Marat.
En occitan, la commune est nommée Sent Aforian.

## Histoire
Le 1er janvier 2019, elle fusionne avec Roussac et Saint-Pardoux pour constituer la commune nouvelle de Saint-Pardoux-le-Lac.

## Politique et administration
| Période                                  | Période  | Identité      | Étiquette | Qualité  |
| ---------------------------------------- | -------- | ------------- | --------- | -------- |
| janvier 2019                             | En cours | William Bayle |           | Retraité |
| Les données manquantes sont à compléter. |          |               |           |          |

| Période                                  | Période       | Identité           | Étiquette | Qualité  |
| ---------------------------------------- | ------------- | ------------------ | --------- | -------- |
| mars 2008                                | mars 2014     | Alain Vandenberghe | PS        |          |
| mars 2014                                | décembre 2018 | William Bayle      |           | Retraité |
| Les données manquantes sont à compléter. |               |                    |           |          |

## Démographie
L'évolution du nombre d'habitants est connue à travers les recensements de la population effectués dans la commune depuis 1793. Pour les communes de moins de 10 000 habitants, une enquête de recensement portant sur toute la population est réalisée tous les cinq ans, les populations de référence des années intermédiaires étant quant à elles estimées par interpolation ou extrapolation. Pour la commune, le premier recensement exhaustif entrant dans le cadre du nouveau dispositif a été réalisé en 2004.

En 2016, la commune comptait 251 habitants, en évolution de +10,57 % par rapport à 2010 (Haute-Vienne : −0,68 %, France hors Mayotte : +2,11 %).
| 1793 | 1800 | 1821 | 1831 | 1836 | 1841 | 1846 | 1851 | 1856 |
| ---- | ---- | ---- | ---- | ---- | ---- | ---- | ---- | ---- |
| 734  | 712  | 685  | 757  | 765  | 796  | 846  | 800  | 797  |

| 1861 | 1866 | 1872 | 1876 | 1881 | 1886 | 1891 | 1896 | 1901 |
| ---- | ---- | ---- | ---- | ---- | ---- | ---- | ---- | ---- |
| 809  | 847  | 806  | 835  | 800  | 827  | 780  | 750  | 773  |

| 1906 | 1911 | 1921 | 1926 | 1931 | 1936 | 1946 | 1954 | 1962 |
| ---- | ---- | ---- | ---- | ---- | ---- | ---- | ---- | ---- |
| 739  | 757  | 605  | 563  | 539  | 487  | 465  | 445  | 461  |

| 1968 | 1975 | 1982 | 1990 | 1999 | 2004 | 2006 | 2009 | 2014 |
| ---- | ---- | ---- | ---- | ---- | ---- | ---- | ---- | ---- |
| 427  | 347  | 258  | 241  | 238  | 209  | 194  | 232  | 248  |

| 2016 | - | - | - | - | - | - | - | - |
| ---- | - | - | - | - | - | - | - | - |
| 251  | - | - | - | - | - | - | - | - |

## Culture locale et patrimoine

### Lieux et monuments
- L'église Saint-Symphorien de Saint-Symphorien-sur-Couze

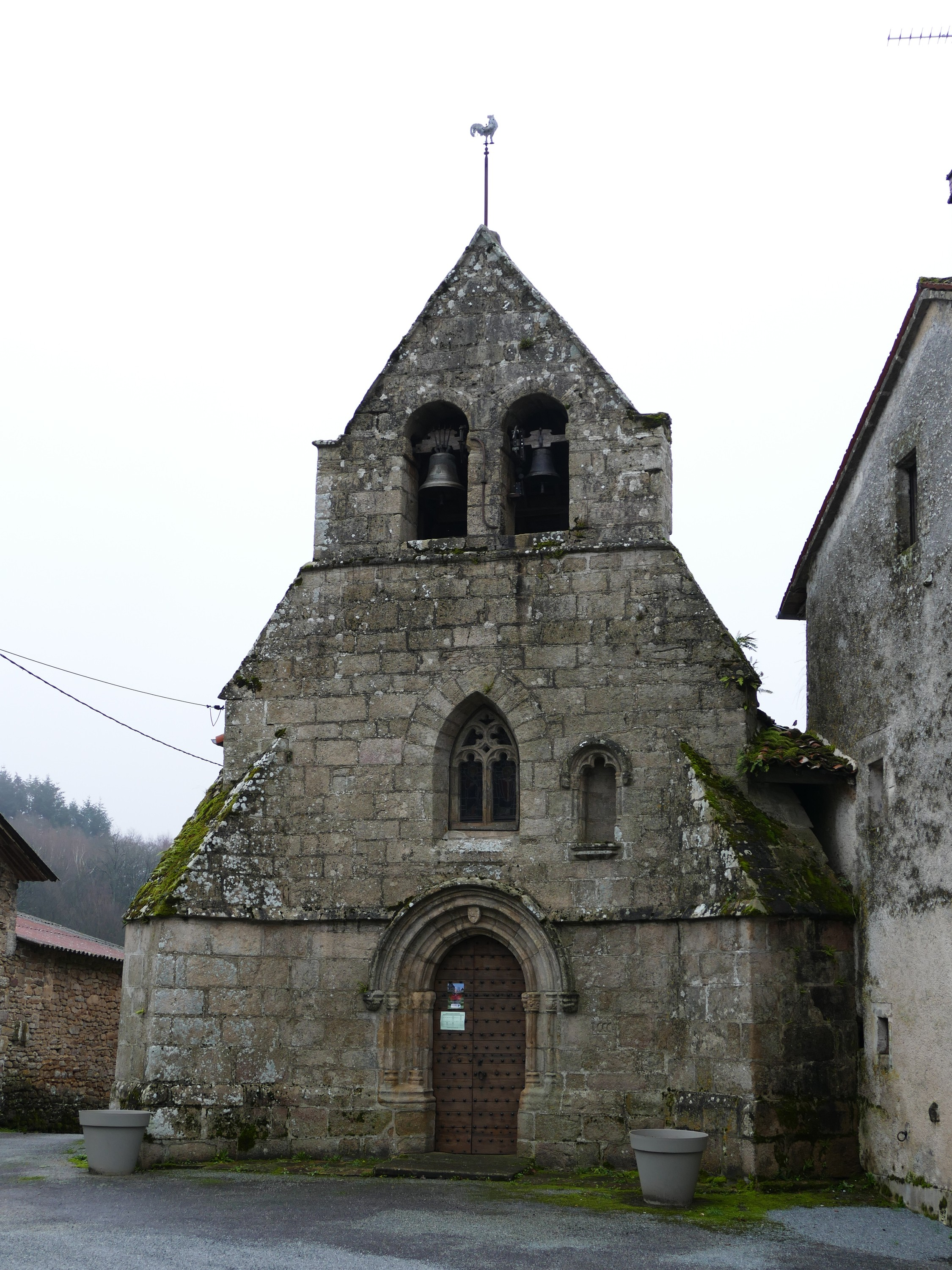
L'église Saint-Symphorien.

D’origine romane, l’église de Saint-Symphorien-sur-Couze a été modifiée au XIVe siècle. De l’époque romane, seuls deux murs ont été conservés. La voûte, datant du XIVe siècle, est gothique. C’est au cours de ce siècle qu’ont été refaits le chevet et la façade. Les deux chapelles latérales, elles aussi de style gothique, donnent à l’église son plan en croix latine. L’église a pour patron Saint Symphorien, martyr à Autun.
- La chapelle Saint-Martin de Genouilléras-Genolhèras

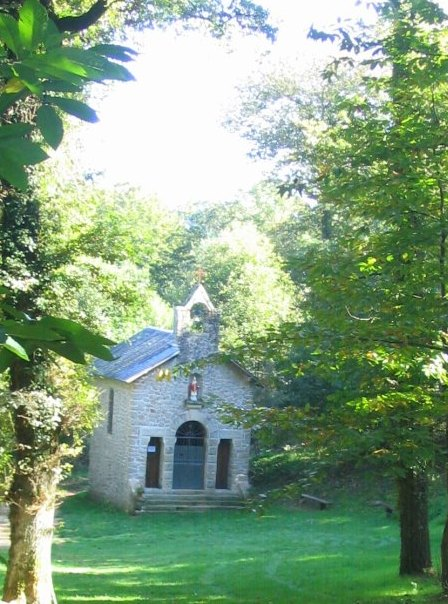
La chapelle Saint-Martin.

Le site de Saint-Martin se compose d’une chapelle, d’une bonne fontaine, d’un rocher à légende, d’une réplique de la grotte de Lourdes et d’une croix. La chapelle existait bien avant 1512 et était tombée en ruine à la Révolution. Elle fut reconstruite en 1869 et bénite le 1er mai 1870. Son état nécessita une réédification en 1919. Malgré ses dimensions modestes, son architecture simple et sa situation au milieu des landes et des bois, elle fut de tout temps et encore aujourd’hui un haut lieu de pèlerinage. Le plus important a lieu le premier dimanche de mai et attirait encore en 1960 plus de mille participants. La procession générale commençait à la fin de la messe et faisait étape au rocher portant les empreintes des pas de la mule de saint Martin de Tours (d’autres disent que c’est le saint lui-même qui s’y serait agenouillé et y aurait ces marques), certains s’y agenouillaient afin de guérir leurs douleurs ou pour les en préserver. Ensuite, les pèlerins se rendaient à la réplique de la grotte de Lourdes et à la fontaine dont les eaux sont réputées guérir les douleurs, certains s’y lavaient ou remplissaient des bouteilles tandis que d’autres y jetaient des pièces afin d’assurer la protection des enfants pour éviter qu’ils se cognent les chevilles en marchant. À la croix de bois qui domine le site, on déposait des ex-voto : vêtements d’enfants, linges, sachets de laine ou de crins d’animaux (saint Martin est le protecteur du bétail). La procession se termine obligatoirement à la chapelle où l’on faisait des offrandes, où l’on allumait des cierges et dont on touchait l’autel et les murs intérieurs. Parfois cette procession avait l’allure d’une grande kermesse où de très nombreux vendeurs ambulants se donnaient rendez-vous pour vendre leur marchandise aux pèlerins.
- La cascade de Grudet

Chaos rocheux sur le Vincou, la cascade de Grudet compte parmi ses rochers le fauteuil de saint Martial. L'évangélisateur du Limousin, premier évêque de Limoges, s'y serait en effet assis. Situé au cœur des bois, on y accède par un sentier partant du lieudit les Nègres.

## Pour approfondir